# Erlaufstausee
L'Erlaufstausee est un lac de barrage localisé à 783 m d'altitude, au pied de la Gemeindealpe, à proximité de la confluence de l'Ötscherbach et de l'Erlauf, dans la commune de Mitterbach am Erlaufsee. Le lac est alimenté par l'Erlauf.
Le lac fait 2 800 m de long pour une largeur moyenne de 50 m ; sa profondeur maximale est de 20 m.
Il est longé par la route de Mitterbach am Erlaufsee à Annaberg via le Josefsberg. La ligne de chemin de fer du Mariazellerbahn suit la rive nord du lac.

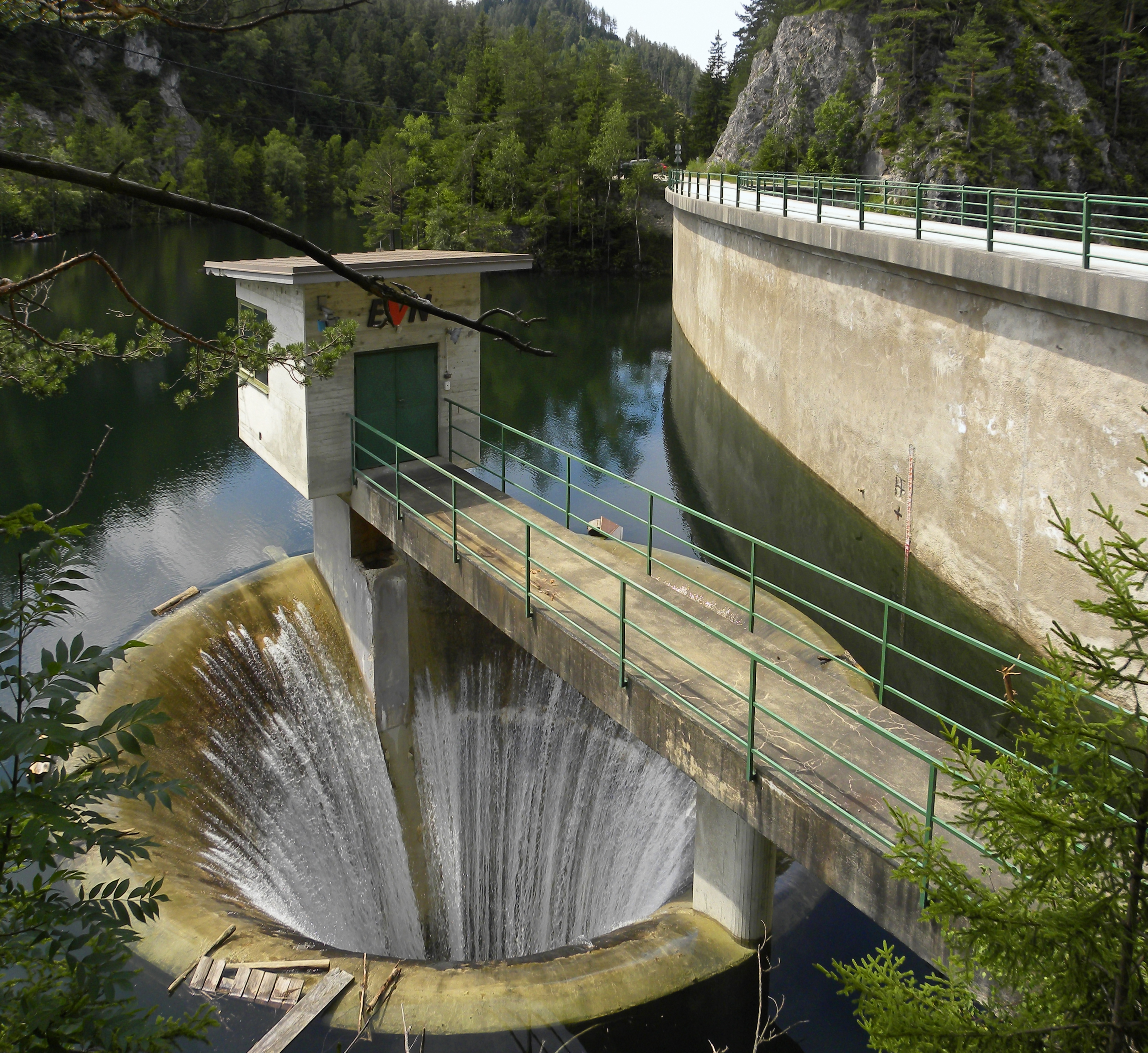
Entrée du tunnel

Le lac fait partie du Parc naturel Ötscher Tormäuer. Le lac sert à la production d'électricité. Un tunnel de 2,2 km dirige l'eau vers la centrale de Wienerbruck (de). L'électricité produite servait à l'alimentation de la ligne Mariazellerbahn jusqu'à sa modernisation en 1970. Aujourd'hui, l'électricité est amenée sur le réseau public et ne sert à la ligne que si nécessaire. 
Le lac se situe à 4,5 km en aval du lac d'Erlaufsee sur le cours de l'Erlauf.